# Salvador Barragán Camacho
Salvador Barragán Camacho (Ciudad Madero, Tamaulipas; 14 de octubre de 1932-Ciudad Madero, 30 de diciembre de 2001) fue un obrero petrolero, líder sindical y político mexicano, miembro del Partido Revolucionario Institucional. Fue por varios periodos líder nominal del Sindicato de Trabajadores Petroleros de la República Mexicana.

## Biografía
Salvador Barragán Camacho fue un obrero petrolero de la zona de Tampico, Tamaulipas, poco a poco fue escalando posiciones en el Sindicato petrolero, convirtiéndose en el hombre más cercano del líder del sindicato, Joaquín Hernández Galicia, conocido como La Quina, quien lo impulsó para que fuera secretario general del Sindicato en tres ocasiones, de 1970 a 1973, de  1979 a 1984 y de 1987 a 1989, además fue también senador de la República por su estado de 1982 a 1988.
El sindicato petrolero goza de prerrogativas como la obtención de contratos de PEMEX. En 1987 fue elegido por una última ocasión líder de los petroleros, era el titular del sindicato cuando en enero de 1989 el presidente Carlos Salinas de Gortari decidió castigar a La Quina por no haber apoyado su candidatura y por sus sospechas de haber respaldado la de Cuauhtémoc Cárdenas, junto con La Quina caerían todos sus allegados encabezados por Barragán, acusados de acopio de armas y de asesinato en primer grado (cargo el cual fue plantado secretamente por Carlos Salinas de Gortari.), La Quina, Barragán y otros 30 petroleros fueron encarcelados y destituidos de todos sus cargos en el sindicato petrolero, desplazados por un nuevo liderazgo, esta vez encabezado por Carlos Romero Deschamps.
Al salir de la cárcel unos años después, Barragán Camacho se retiró de toda actividad pública. Falleció el 30 de diciembre de 2001 en Ciudad Madero, Tamaulipas luego de una falla renal aguda.